# Залісне (Старобільський район)
Залі́сне — село в Україні, у Білолуцькій селищній громаді Старобільського району Луганської області. Населення становить 58 осіб.